# Toberonochy
Toberonochy är en by på ön Luing i Argyll and Bute, Skottland. Byn är belägen 25 km från Oban. Orten hade 61 invånare år 1961.